# Rainer Beck (Matrose)
Rainer Beck (* 16. Oktober 1916 in Gleiwitz; † 13. Mai 1945 in Amsterdam) war ein deutscher Matrose und eines der letzten Opfer der NS-Militärjustiz. Beck war jüdischer Abstammung und desertierte aus der Wehrmacht, um sich dem Völkermord an den Juden zu entziehen. Er wurde fünf Tage nach Ende des Zweiten Weltkrieges von einem deutschen Kriegsgericht mit Zustimmung alliierter Stellen wegen Fahnenflucht verurteilt und bei der Hinrichtung deutscher Deserteure am 13. Mai 1945 hingerichtet. Das Todesurteil wurde 1997 aufgehoben.

## Leben
Beck wuchs in Gleiwitz auf, als Sohn des SPD-Mitglieds Max Emil Beck (1879–1938). Der Vater war dort von 1922 bis 1928 Polizeipräsident und wurde anschließend in den einstweiligen Ruhestand versetzt. Nach der nationalsozialistischen Machtergreifung erstritt sich der Frontoffizier mit der Drohung, er werde zukünftig als Straßengeiger, in Uniform und Orden, seinen Lebensunterhalt verdienen, vom preußischen Innenminister Hermann Göring eine ansehnliche Monatsrente von knapp 300 Reichsmark. Als Max Beck 1938 starb, wurde seiner Witwe Elsa die Pension gestrichen, da sie Jüdin war. Rainer wurde als „Halbjude“ mit sechzehn Jahren vom Gymnasium, seine Schwester Fredegund von der Universität verwiesen. Schwester Berthilde erhielt Berufsverbot als Hebamme. Die Familie wurde von den Machthabern als „jüdisch-marxistische Pestbeule“ öffentlich diffamiert.
Rainer Beck ging 1936 als Harpunier auf einen Walfänger und verlobte sich in Kanada, kehrte aber beim Tod des Vaters zurück, um für die Mutter zu sorgen. Er heuerte auf einem deutschen Fischdampfer an, der 1941 dienstverpflichtet wurde. Beck wurde mit dessen Mannschaft zur Kriegsmarine eingezogen. Bei seinem Heimaturlaub in Gleiwitz trat Beck demonstrativ in Uniform auf, um seine Familienangehörigen zu schützen, obwohl er sich bewusst war, dass er die Uniform der Leute trug, die ihn und seine Familie vernichten wollten.
Im September 1944 befand sich Beck bei der Hafenschutzgruppe von IJmuiden bei Amsterdam. Am 5. September 1944 erhielt er einen Marschbefehl nach Deutschland. Die Verbindung zur Mutter war abgerissen, im Reich selbst war für Beck die Gefahr deutlich größer, Opfer des Holocaust zu werden.
Er entschloss sich zur Desertion und verbarg sich bis zur deutschen Kapitulation am 8. Mai 1945 mit Hilfe niederländischer Widerstandskämpfer in Amsterdam. Am 5. Mai 1945 hatte die Festung Holland kapituliert, zwei Tage darauf wurde Amsterdam durch kanadische Truppen befreit. Die in Amsterdam befindlichen knapp 3.000 Angehörigen der Kriegsmarine wurden am 11. bzw. 12. Mai 1945 auf kanadischen Befehl im Lager Hembrug bei Amsterdam in einer ehemaligen Ford-Fabrik untergebracht.
Die Kanadier setzten den ehemaligen deutschen Hafenkommandanten, Fregattenkapitän Alexander Stein, als Lagerkommandanten ein. Er unterstand dem kanadischen Major Pierce, dessen Vorgesetzter wiederum Major Mace war. Die Zweigstelle Amsterdam des Gerichts des Admirals in den Niederlanden wurde gleichzeitig in dieses Lager verlegt. Dort wurden die Mannschaften entwaffnet, Offiziere hingegen behielten ihre Pistolen, denn nach kanadischer Auffassung waren die Deutschen in Hembrug keine Kriegsgefangenen, sondern „kapitulierte Truppen“ (Disarmed Enemy Forces). Den deutschen Offizieren wurde zudem volle Befehls- und Disziplinargewalt eingeräumt, denn das Gesetz Nr. 153 der Militärregierung Deutschland vom 4. Mai 1945 garantierte explizit das Fortbestehen der deutschen Feldgerichte mit Einschränkungen hinsichtlich des Strafmaßes.
Nach der deutschen Kapitulation wandte sich Beck an die kanadischen Truppen – und wurde von diesen am 12. Mai 1945 zusammen mit dem Gefreiten Bruno Dörfer, der im März 1945 desertiert war und sich gleichfalls nach der Kapitulation bei kanadischen Dienststellen gemeldet hatte, dem deutschen Lagerkommandanten von Hembrug überstellt. Dort wurden beide wegen Fahnenflucht festgenommen. Noch am gleichen Abend beschloss Lagerkommandant Alexander Stein mit den Marinerichtern Köhn und Bechtel, Beck und Dörfer vor ein Kriegsgericht zu stellen. Major Pierce sowie die vorgesetzte deutsche Militärjustizbehörde wurden davon in Kenntnis gesetzt und um Genehmigung gebeten. Diese wurde von beiden Seiten erteilt. Am nächsten Morgen trat das deutsche Kriegsgericht unter Vorsitz von Marineoberstabsrichter Wilhelm Köhn zusammen, Ankläger war Marineoberstabsrichter Bechtel. Für die Angeklagten waren Verteidiger beigeordnet, so dass das Kriegsgericht nach der Kriegsstrafverfahrensordnung ordnungsgemäß besetzt war. An der Verhandlung nahmen neben zahlreichen Lagerinsassen ein aufsichtsführender Richter des Gerichts des deutschen Admirals in den Niederlanden und der kanadische sowie der deutsche Lagerkommandant mit ihren Übersetzern teil. Die Verhandlung dauerte ein bis zwei Stunden. Beck und Dörfer hatten Gelegenheit, zur Anklage Stellung zu nehmen. Nach etwa fünfminütiger Beratung verkündete der Vorsitzende Köhn das Urteil: Tod durch Erschießen wegen Fahnenflucht. Lagerkommandant Stein bestätigte das Urteil am Nachmittag. Ein deutsches Exekutionskommando unter Führung des deutschen Oberleutnants John Ossenbrücken wurde auf kanadischen Befehl mit Karabinern und Munition aus deutschen Beständen sowie kanadischen Fahrzeugen ausgestattet. In Begleitung des kanadischen Leutnants Swinton wurde das Exekutionskommando mit den zwei Verurteilten zum Schießstand in Amsterdam-Schellingwoude außerhalb des Lagers gefahren, wo beide erschossen und verscharrt wurden.
Dies waren vermutlich die letzten von 23.000 vollstreckten Urteilen der NS-Militärjustiz. Entsprechende Urteile danach erlangten zumindest keine Bekanntheit. Das Oberkommando der Kriegsmarine in Meierwik (im Sonderbereich Mürwik) bestätigte letztlich noch bis zum 15. Mai 1945 Todesurteile im norddeutschen Raum und Norwegen, mit der anschließenden Forderung sie zu vollstrecken. Erst am besagten Tag gab das Oberkommando bekannt, dass Todesurteile, Körperstrafen sowie jeglicher deutscher Waffeneinsatz aufgrund einer Verfügung der britischen Besatzungsmacht verboten seien.
Die ungewöhnliche Kooperationsbereitschaft der kanadischen Streitkräfte wie die allgemein fürsorgliche Behandlung kapitulierter Wehrmachtstruppen durch das Militär Großbritanniens bzw. Commonwealth erklärt sich aus dem aufziehenden Kalten Krieg und Winston Churchills Plan, die Wehrmacht im Falle eines Krieges mit der Sowjetunion teilweise wieder zu bewaffnen (Operation Unthinkable).
Auf die Strafanzeige von Becks Schwester leitete die Staatsanwaltschaft Köln ein Ermittlungsverfahren gegen Köhn ein, der inzwischen Richter am Oberlandesgericht Köln war. Das Verfahren wurde jedoch 1973 mangels hinreichenden Tatverdachts eingestellt.
Ende 1996 regte die Evangelische Fachhochschule Hannover, Fachbereich Sozialwissen, die Wiederaufnahme des Kriegsgerichtsverfahrens gegen Beck mit dem Ziel des Freispruchs an. 1997 beantragte die Staatsanwaltschaft die Wiederaufnahme mit dem Ziel des Freispruchs. Sie stützte den Antrag u. a. darauf, dass Becks jüdische Abstammung die Fahnenflucht gerechtfertigt habe. Das Landgericht Köln hob am 19. Dezember 1997 das Urteil des Kriegsgerichts auf und sprach Beck frei.
Die Beteiligten des Kriegsgerichtsverfahrens wurden nicht belangt.
2002 hob das Gesetz zur Aufhebung nationalsozialistischer Unrechtsurteile in der Strafrechtspflege die Urteile gegen Deserteure der Wehrmacht auf. Opfer und Hinterbliebene wurden jedoch nicht entschädigt.

## Film
Die im Dreck krepieren, italienisch-jugoslawischer Spielfilm aus dem Jahre 1969.